# Angelo Comastri
Angelo Comastri (Sorano, 17 september 1943) is een Italiaans geestelijke en kardinaal van de Rooms-Katholieke Kerk.
Comastri bezocht het seminarie van Pitigliano en de Pauselijke Lateraanse Universiteit, waar hij een graad behaalde in de theologie. Hij werd op 11 maart 1967 priester gewijd. Hij werd vervolgens vice-rector van het seminarie in Pitigliano en deed daarnaast pastoraal werk. Hij werkte vervolgens enkele jaren bij de Romeinse Curie, als medewerker van de Congregatie voor de Bisschoppen, alvorens in 1971 rector te worden van hetzelfde seminarie.
Op 25 juli 1990 werd Comastri benoemd tot bisschop van Massa-Maritimo-Piomobino; zijn bisschopswijding vond plaats op 25 september 1990. Op 9 november 1996 werd hij benoemd tot aartsbisschop-prelaat van Loreto. Op 5 februari 2005 werd hij benoemd tot vicaris-generaal van Vaticaanstad, president van de Kerkfabriek van Sint Pieter en aartspriester-coadjutor van de Sint-Pietersbasiliek; op 31 oktober 2006 volgde hij Francesco Marchisano op als aartspriester van de Sint-Pietersbasiliek.
Comastri werd tijdens het consistorie van 24 november 2007 kardinaal gecreëerd. Hij kreeg de rang van kardinaal-diaken. Zijn titeldiakonie werd de San Salvatore in Lauro.
Op 19 mei 2018 werd Comastri bevorderd tot kardinaal-priester. Zijn titeldiakonie werd tevens zijn titelkerk pro hac vice.
Comastri ging op 20 februari 2021 met emeritaat. Op 17 september 2023 verloor hij - in verband met het bereiken van de 80-jarige leeftijd - het recht om deel te nemen aan een toekomstig conclaaf.
- Biblioteca Nacional de España: XX1684262
- Bibliothèque nationale de France: cb15101431n (data)
- Catàleg d'autoritats de noms i títols de Catalunya: 981058509024006706
- Gemeinsame Normdatei: 131655280
- International Standard Name Identifier: 0000 0001 1577 5165
- Library of Congress Control Number: nr97037399
- MusicBrainz: d5421600-1cb7-4ec9-9d93-b98bbb29e136
- Nationale Bibliotheek van Tsjechië: mzk2008479796
- Istituto Centrale per il Catalogo Unico: CFIV097803
- Système universitaire de documentation: 118585304
- Virtual International Authority File: 90164990
- WorldCat: E39PCjCY4tG3v38gvrRr9hfCkP